# هاري باي
هاري باي (بالإنجليزية: Harry Bay)‏ هو لاعب كرة قاعدة أمريكي، ولد في 17 يناير 1878 في بونتياك في الولايات المتحدة، وتوفي في 19 مارس 1952 في بيوريا في الولايات المتحدة.

## وصلات خارجية
- هاري باي على موقعبيزبول رفرنس.كوم (الدوري الرئيسي) (الإنجليزية)
- هاري باي على موقعبيزبول رفرنس.كوم (الدوري الثانوي) (الإنجليزية)
- هاري باي على موقع جمعية أبحاث البيسبول الأمريكية (الإنجليزية)
- هاري باي على موقع مشجعي الرسوم البيانية (الإنجليزية)